# Chira fagei
Chira fagei là một loài nhện trong họ Salticidae.
Loài này thuộc chi Chira. Chira fagei được Lodovico di Caporiacco miêu tả năm 1947.